# Anthophora maculilabralis
Anthophora maculilabralis är en biart som beskrevs av Wu 2000. Anthophora maculilabralis ingår i släktet pälsbin, och familjen långtungebin. Inga underarter finns listade i Catalogue of Life.